# Riserva naturale orientata di Bosco Solivo
La Riserva naturale orientata di Bosco Solivo, nota anche con il nome di Bosco Solivo, sorge nel basso Vergante ed è posizionata a sud-ovest del Lago Maggiore, nella parte in cui questo comincia a defluire nel fiume Ticino. L’area si sviluppa in Piemonte nel comune di Borgo Ticino e, per mezzo della legge regionale del 2006, è diventata una riserva naturale orientata.
Il parco è costituito da una serie eterogenea di ecosistemi che comprendono una fitta area facoltosa di boschi e brughiere e una più residuale zona umida rappresentata da piccoli stagni e modesti corsi d’acqua.

## Territorio
Bosco Solivo si estende su di una superficie di circa 334 ettari, in un paesaggio ondulato il cui punto più alto è rappresentato dal Motto Solivo con i suoi 377 m s.l.m.. Tale area naturale del Piemonte si sviluppa in provincia di Novara nel comune di Borgo Ticino, in un territorio morenico  vicino al Lago Maggiore, al fiume Ticino e ai comuni di Comignago, Castelletto sopra Ticino e Veruno.

## Accesso
La riserva è facilmente accessibile da Borgo Ticino grazie alla presenza di un'articolata rete di sentieri che portano nei luoghi più caratteristici, a un percorso vita e a un'area attrezzata di tavoli e griglia per pic-nic.

## Flora
L'area di Bosco Solivo ospita una vegetazione forestale composta da numerose e differenti tipologie vegetazionali, che costituiscono un vero e proprio bosco misto di latifoglie e conifere in cui compaiono: il pino silvestre, la quercia, il castagno, l'ontano nero, la robinia, il pino strobo, il salice bianco, l’acero monte e il frassino. All’interno della Riserva e dei suoi boschi sono anche evidenti alcune zone umide costituite, oltre che dal rio Norè, da modesti corsi d'acqua e piccoli stagni in grado di ospitare una notevole flora palustre tra cui: il giunco bulboso, la molinia, il carice e la rincospora bianca.

## Fauna
Pur in assenza di studi specifici, da diverse osservazioni sono stati trovati vari mammiferi: caprioli, volpi, faine, donnole, lepri, topi selvatici e scoiattoli. Tra gli anfibi, invece, i rospi e le raganelle. Infine, il cielo sovrastante l’area e i suoi alberi ospitano poiane, astori, allocchi, picchi verdi, picchi rossi e picchi neri.

## Aree collegate
Insieme al Parco naturale della Valle del Ticino, al Parco naturale dei Lagoni di Mercurago, ai Canneti di Dormelletto e alla Riserva naturale speciale di Fondotoce è gestita dall'Ente di gestione delle aree protette del Ticino e del Lago Maggiore.